# 共同富裕示范区
共同富裕示范区是中华人民共和国正在建设的经济政治示范区，地理范围为浙江省全境，其战略定位是“高质量发展高品质生活先行区”、“城乡区域协调发展引领区”、“收入分配制度改革试验区”、“文明和谐美丽家园展示区”。主要发展目标为浙江省到2035年“基本实现共同富裕”。为实现这一目标，中共中央、国务院要求浙江“提高发展质量效益，夯实共同富裕的物质基础”，“深化收入分配制度改革，多渠道增加城乡居民收入”，“缩小城乡区域发展差距，实现公共服务优质共享”，“打造新时代文化高地，丰富人民精神文化生活”，“践行绿水青山就是金山银山理念，打造美丽宜居的生活环境”，“坚持和发展新时代‘枫桥经验’，构建舒心安心放心的社会环境”。

## 背景
中共理论认为，共同富裕是社会主义的本质要求。改革开放以来，中国政府根据邓小平的共同富裕思想，“允许一部分人、一部分地区先富起来，先富带后富”，中国国民生产总值、人均可支配收入均有显著增长。与此同时，中国也面临着发展不平衡不充分、城乡区域发展和收入分配差距较大等问题。
中共在其十九届五中全会中的2035年远景目标中提出“全体人民共同富裕取得更为明显的实质性进展”，同时中共中央总书记习近平也多次在公开场合提出要“实现全体人民共同富裕”，并且在浙江共同富裕示范區出现之前，中共就推出了深圳社会主义先行示范区，并有媒体称准备推出上海浦东社会主义现代化建设引领区。这些经济试验区皆是中共十四五规划和2035年远景目标的一部分。

## 战略定位
1. 高质量发展高品质生活先行区。率先探索实现高质量发展的有效路径，促进城乡居民收入增长与经济增长更加协调，构建产业升级与消费升级协调共进、经济结构与社会结构优化互促的良性循环，更好满足人民群众品质化多样化的生活需求，富民惠民安民走在全国前列。
2. 城乡区域协调发展引领区。坚持城乡融合、陆海统筹、山海互济，形成主体功能明显、优势互补、高质量发展的国土空间开发保护新格局，健全城乡一体、区域协调发展体制机制，加快基本公共服务均等化，率先探索实现城乡区域协调发展的路径。
3. 收入分配制度改革试验区。坚持按劳分配为主体、多种分配方式并存，着重保护劳动所得，完善要素参与分配政策制度，在不断提高城乡居民收入水平的同时，缩小收入分配差距，率先在优化收入分配格局上取得积极进展。
4. 文明和谐美丽家园展示区。加强精神文明建设，推动生态文明建设先行示范，打造以社会主义核心价值观为引领、传承中华优秀文化、体现时代精神、具有江南特色的文化强省，实现国民素质和社会文明程度明显提高、团结互助友爱蔚然成风、经济社会发展全面绿色转型，成为人民精神生活丰富、社会文明进步、人与自然和谐共生的幸福美好家园。

## 发展目标

### 2025年目标
浙江省推动高质量发展建设共同富裕示范区取得明显实质性进展。经济发展质量效益明显提高，人均地区生产总值达到中等发达经济体水平，基本公共服务实现均等化；城乡区域发展差距、城乡居民收入和生活水平差距持续缩小，低收入群体增收能力和社会福利水平明显提升，以中等收入群体为主体的橄榄型社会结构基本形成，全省居民生活品质迈上新台阶；国民素质和社会文明程度达到新高度，美丽浙江建设取得新成效，治理能力明显提升，人民生活更加美好；推动共同富裕的体制机制和政策框架基本建立，形成一批可复制可推广的成功经验。

### 2035年目标
浙江省高质量发展取得更大成就，基本实现共同富裕。人均地区生产总值和城乡居民收入争取达到发达经济体水平，城乡区域协调发展程度更高，收入和财富分配格局更加优化，法治浙江、平安浙江建设达到更高水平，治理体系和治理能力现代化水平明显提高，物质文明、政治文明、精神文明、社会文明、生态文明全面提升，共同富裕的制度体系更加完善。

## 轶事
2021年1月，北京市人民政府在“北京市十四五规划”中宣称北京将建成国家共同富裕示范区，但后续未有国家层面相关计划发布。